# 100 mètres féminin aux Jeux olympiques d'été de 1960 (athlétisme)
Navigation
Melbourne 1956 Tokyo 1964
L'épreuve du 100 mètres féminin aux Jeux olympiques d'été de 1960 s'est déroulée le 1er et 2 septembre 1960 dans le Stade olympique de Rome, en Italie. Elle est remportée par l'Américaine Wilma Rudolph.

## Faits marquants
31 concurrentes représentant 18 nations participent à l'épreuve.
La tenante du titre, l'Australienne Betty Cuthbert, est alignée en séries, mais une blessure à la jambe fait qu'elle est éliminée au stade des quarts de finale. Wilma Rudolph remporte ses deux premières courses en 11 s 5, puis égale le lendemain le record du monde avec 11 s 3 (11 s 41 électrique), tandis que la Britannique Dorothy Hyman l'emporte en 11 s 5 dans la deuxième.
L'Américaine Rudolph remporte la finale avec trois mètres d'avance sur ses concurrentes mais son record de 11 s 18 n'est pas homologué à cause d'un vent trop favorable (+2,8 m/s). Le podium est complété par Hyman et l'Italienne Giuseppina Leone.

## Résultats

### Finale
| Rang               | Athlète               | Pays             | Temps       |
| ------------------ | --------------------- | ---------------- | ----------- |
| Médaille d'or      | Wilma Rudolph         | États-Unis       | 11 s 18 (w) |
| Médaille d'argent  | Dorothy Hyman         | Grande-Bretagne  | 11 s 43     |
| Médaille de bronze | Giuseppina Leone      | Italie           | 11 s 48     |
| 4                  | Mariya Itkina         | Union soviétique | 11 s 54     |
| 5                  | Catherine Capdevielle | France           | 11 s 64     |
| 6                  | Jenny Smart           | Grande-Bretagne  | 11 s 72     |

### Demi finales
Les trois premières de chaque demi-finale passent en finale.
| Rang | Athlète           | Pays                       | Temps   | Note |
| ---- | ----------------- | -------------------------- | ------- | ---- |
| 1    | Wilma Rudolph     | États-Unis                 | 11 s 41 | Q    |
| 2    | Giuseppina Leone  | Italie                     | 11 s 71 | Q    |
| 3    | Jenny Smart       | Grande-Bretagne            | 11 s 89 | Q    |
| 4    | Halina Górecka    | Pologne                    | 11 s 93 |      |
| 5    | Brunhilde Hendrix | Équipe unifiée d'Allemagne | 11 s 99 |      |
| 6    | Vera Krepkina     | Union soviétique           | 12 s 08 |      |

| Rang | Athlète               | Pays             | Temps   | Note |
| ---- | --------------------- | ---------------- | ------- | ---- |
| 1    | Dorothy Hyman         | Grande-Bretagne  | 11 s 65 | Q    |
| 2    | Mariya Itkina         | Union soviétique | 11 s 78 | Q    |
| 3    | Catherine Capdevielle | France           | 11 s 82 | Q    |
| 4    | Barbara Jones         | États-Unis       | 11 s 84 |      |
| 5    | Teresa Ciepły         | Pologne          | 12 s 05 |      |
| 6    | Marlene Mathews       | Australie        | 12 s 05 |      |

### Quarts de finale
Les trois premières de chaque course passent en demi-finales.
| Rang | Athlète           | Pays                       | Temps   | Note |
| ---- | ----------------- | -------------------------- | ------- | ---- |
| 1    | Wilma Rudolph     | États-Unis                 | 11 s 70 | Q    |
| 2    | Vera Krepkina     | Union soviétique           | 12 s 14 | Q    |
| 3    | Marlene Mathews   | Australie                  | 12 s 25 | Q    |
| 4    | Gisela Birkemeyer | Équipe unifiée d'Allemagne | 12 s 26 |      |
| 5    | Eleanor Haslam    | Canada                     | 12 s 46 |      |
| 6    | Mona Sulaiman     | Philippines                | 12 s 54 |      |
| 7    | Val Morgan        | Nouvelle-Zélande           | 12 s 66 |      |

| Rang | Athlète              | Pays                       | Temps   | Note |
| ---- | -------------------- | -------------------------- | ------- | ---- |
| 1    | Mariya Itkina        | Union soviétique           | 11 s 88 | Q    |
| 2    | Brunhilde Hendrix    | Équipe unifiée d'Allemagne | 12 s 02 | Q    |
| 3    | Halina Górecka       | Pologne                    | 12 s 10 | Q    |
| 4    | Pat Duggan           | Australie                  | 12 s 32 |      |
| 5    | Jean Holmes-Mitchell | Panama                     | 12 s 39 |      |
| 6    | Elizabeth Jenner     | Grande-Bretagne            | 12 s 50 |      |
| 7    | Snezhana Kerkova     | Bulgarie                   | 12 s 80 |      |

| Rang | Athlète               | Pays            | Temps   | Note |
| ---- | --------------------- | --------------- | ------- | ---- |
| 1    | Giuseppina Leone      | Italie          | 12 s 11 | Q    |
| 2    | Catherine Capdevielle | France          | 12 s 16 | Q    |
| 3    | Jenny Smart           | Grande-Bretagne | 12 s 17 | Q    |
| 4    | Martha Hudson         | États-Unis      | 12 s 30 |      |
| 5    | Olga Luncer           | Yougoslavie     | 12 s 61 |      |
| 6    | Carlota Gooden        | Panama          | 12 s 70 |      |
| 7    | Nancy Lewington       | Canada          | 13 s 23 |      |

| Rang | Athlète        | Pays            | Temps   | Note |
| ---- | -------------- | --------------- | ------- | ---- |
| 1    | Dorothy Hyman  | Grande-Bretagne | 11 s 77 | Q    |
| 2    | Barbara Jones  | États-Unis      | 12 s 02 | Q    |
| 3    | Teresa Ciepły  | Pologne         | 12 s 14 | Q    |
| 4    | Betty Cuthbert | Australie       | 12 s 18 |      |
| 5    | Valerie Jerome | Canada          | 12 s 50 |      |
| 6    | Vivi Markussen | Danemark        | 12 s 56 |      |

### Séries
Les quatre premières de chaque série passent en quarts de finales.
| Rang | Athlète          | Pays            | Temps   | Note |
| ---- | ---------------- | --------------- | ------- | ---- |
| 1    | Giuseppina Leone | Italie          | 11 s 87 | Q    |
| 2    | Barbara Jones    | États-Unis      | 11 s 91 | Q    |
| 3    | Eleanor Haslam   | Canada          | 12 s 21 | Q    |
| 4    | Elizabeth Jenner | Grande-Bretagne | 12 s 39 | Q    |

| Rang | Athlète         | Pays        | Temps   | Note |
| ---- | --------------- | ----------- | ------- | ---- |
| 1    | Pat Duggan      | Australie   | 12 s 18 | Q    |
| 2    | Mona Sulaiman   | Philippines | 12 s 40 | Q    |
| 3    | Vivi Markussen  | Danemark    | 12 s 53 | Q    |
| 4    | Nancy Lewington | Canada      | 12 s 36 | Q    |

| Rang | Athlète         | Pays             | Temps   | Note |
| ---- | --------------- | ---------------- | ------- | ---- |
| 1    | Mariya Itkina   | Union soviétique | 11 s 83 | Q    |
| 2    | Marlene Mathews | Australie        | 12 s 10 | Q    |
| 3    | Olga Zikovec    | Yougoslavie      | 12 s 24 | Q    |
| 4    | Carlota Gooden  | Panama           | 12 s 36 | Q    |

| Rang | Athlète          | Pays             | Temps   | Note |
| ---- | ---------------- | ---------------- | ------- | ---- |
| 1    | Jenny Smart      | Grande-Bretagne  | 12 s 04 | Q    |
| 2    | Betty Cuthbert   | Australie        | 12 s 21 | Q    |
| 3    | Val Morgan       | Nouvelle-Zélande | 12 s 61 | Q    |
| 4    | Snezhana Kerkova | Bulgarie         | 12 s 66 | Q    |

| Rang | Athlète              | Pays                       | Temps   | Note |
| ---- | -------------------- | -------------------------- | ------- | ---- |
| 1    | Dorothy Hyman        | Grande-Bretagne            | 11 s 98 | Q    |
| 2    | Gisela Birkemeyer    | Équipe unifiée d'Allemagne | 12 s 31 | Q    |
| 3    | Jean Holmes-Mitchell | Panama                     | 12 s 52 | Q    |
| 4    | Valerie Jerome       | Canada                     | 12 s 58 | Q    |
| 5    | Maeve Kyle           | Irlande                    | 12 s 59 |      |
| 6    | Ilana Adir           | Israël                     | 13 s 04 |      |

| Rang | Athlète               | Pays                       | Temps   | Note |
| ---- | --------------------- | -------------------------- | ------- | ---- |
| 1    | Wilma Rudolph         | États-Unis                 | 11 s 65 | Q    |
| 2    | Catherine Capdevielle | France                     | 11 s 94 | Q    |
| 3    | Halina Górecka        | Pologne                    | 12 s 13 | Q    |
| 4    | Hannelore Raepke      | Équipe unifiée d'Allemagne | 12 s 45 | Q    |

| Rang | Athlète           | Pays                       | Temps   | Note |
| ---- | ----------------- | -------------------------- | ------- | ---- |
| 1    | Vera Krepkina     | Union soviétique           | 11 s 97 | Q    |
| 2    | Brunhilde Hendrix | Équipe unifiée d'Allemagne | 11 s 99 | Q    |
| 3    | Teresa Ciepły     | Pologne                    | 12 s 25 | Q    |
| 4    | Martha Hudson     | États-Unis                 | 12 s 33 | Q    |
| 5    | Ayçan Önel        | Turquie                    | 13 s 59 |      |

## Légende
Records et Performances
- AR : Record continental (area record)
- CR : Record des championnats (championship record)
- MR : Record du meeting (meet record)
- NR : Record national (national record)
- OR : Record olympique (olympic record)
- PR : Record paralympique (paralympic record)
- PB : Record personnel (personal best)
- SB : Meilleure performance personnelle de la saison (season's best)
- WL : Meilleure performance mondiale de l'année (world leader)
- WJR : Record du monde junior (world junior record)
- WR : Record du monde (world record)

Circonstances et Conditions
- DNF : N'a pas terminé (did not finish)
- DNS : N'a pas pris le départ (did not start)
- DQ : Disqualification (disqualification)
- NM : Aucun essai valable enregistré (No Mark)
- Q : Qualifié « directement » au prochain tour (ou à la prochaine compétition), lors d'une compétition majeure, grâce au classement ou à la réalisation des minima (automatic qualifier)
- q : Qualifié au prochain tour (ou à la prochaine compétition), lors d'une compétition majeure, grâce au repêchage ou à la réalisation de l'une des meilleures performances parmi celles des « non qualifiés directement » (grâce au meilleur temps ou à la meilleure distance par exemple) (secondary qualifier)